# کفرزیبا
کفرزیبا (به عربی: کفرزیبا) یک روستا در سوریه است که در ناحیه مرکزی اریحا واقع شده‌است. کفرزیبا ۱٬۰۶۴ نفر جمعیت دارد.